# Tony James

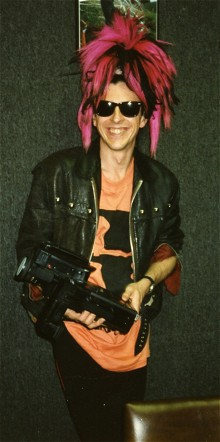
James na década de 1980

Tony James (12 de abril de 1958) é um músico britânico, mais conhecido como baixista das bandas Generation X e Sigue Sigue Sputnik.

## Carreira
Ele era originalmente um membro da banda punk London SS, juntamente com Brian James, (depois de The Damned), Mick Jones e mais Terry Chimes (os futuros membros do The Clash).
Mais tarde, precocemente, James ingressou na banda punk Chelsea. O grupo incluiu Billy Idol (então William Gerais) na guitarra, John Towe na bateria e Gene October nos vocais. Logo que deixaram October, forma-se a Generation X (nome de um romance paperback 1960, por Jane Deverson, para não ser confundido com o livro de Douglas Coupland, 1990), uma banda punk britânica do final dos anos 70.
Tony James - depois da "roleta russa" para Stiv Bators e The Lords of the New Church e produzindo um álbum Sex Gang Children - formada pela banda glam punk, Sigue Sigue Sputnik com um designer-cantor Martin Degville na década de 1980.
Em 1990, Tony James se tornou um membro de The Sisters Of Mercy, e foi o baixista a tocar o álbum Vision Thing, e na sequência fez diversos shows com a banda. James deixou o Sisters do ano seguinte.
Em 2002, James esteve junto com Mick Jones do The Clash & Big Audio Dynamite para formar Carbon / Silicon. Ele continua a trabalhar com Jones, agora a co-escrever canções e tocar guitarra para a banda..

## Vida Pessoal
Após se formar na universidade, com honras de primeira classe em matemática e computação, Tony James trabalhou como programador de um computador antes de reprodução de música em tempo integral.
Durante seu domínio no Sigue Sigue Sputnik, Tony James foi namoro proeminente da jornalista Janet Street-Porter. Anteriormente a esse relacionamento, ele estava vivendo com Magenta Devine. Curiosamente, Devine passou a se tornar uma personalidade de televisão, graças à Janet Street Porter.